# Пореченское сельское поселение (Омская область)
Пореченское се́льское поселе́ние — муниципальное образование в Муромцевском районе Омской области Российской Федерации.
Административный центр — село Поречье.

## История
Статус и границы сельского поселения установлены Законом Омской области от 30 июля 2004 года № 548-ОЗ «О границах и статусе муниципальных образований Омской области»

## Население
| 2010 | 2011 | 2012 | 2013 | 2014 | 2015 | 2016 |
| ---- | ---- | ---- | ---- | ---- | ---- | ---- |
| 432  | ↘430 | ↘421 | ↘408 | ↘404 | ↘392 | ↘391 |
| 2017 | 2018 | 2019 | 2020 | 2021 | 2023 |      |
| ↘375 | ↘360 | ↘343 | ↘334 | ↘231 | ↘217 |      |

## Состав сельского поселения
| № | Населённый пункт | Тип населённого пункта       | Население |
| - | ---------------- | ---------------------------- | --------- |
| 1 | Алексеевка       | деревня                      | ↘102      |
| 2 | Инцисс           | деревня                      | ↘98       |
| 3 | Поречье          | село, административный центр | ↘232      |